# Lijst van voetbalinterlands Chili - Verenigde Arabische Emiraten
Deze lijst van voetbalinterlands is een overzicht van alle officiële voetbalwedstrijden tussen de nationale teams van Chili en de Verenigde Arabische Emiraten. De landen hebben tot op heden een keer tegen elkaar gespeeld. Dat was een vriendschappelijke wedstrijd op 9 oktober 2010 in Abu Dhabi.

## Wedstrijden
| № | Plaats    | Datum          | Competitie        | Wedstrijd                            | Uitslag |
| - | --------- | -------------- | ----------------- | ------------------------------------ | ------- |
| 1 | Abu Dhabi | 9 oktober 2010 | Vriendschappelijk | Verenigde Arabische Emiraten − Chili | 0 − 2   |

## Samenvatting
| Competitie        | Totaal gespeeld | Winst Chili | Gelijk | Winst V.A.E. | Doelsaldo Chili – V.A.E. |
| ----------------- | --------------- | ----------- | ------ | ------------ | ------------------------ |
| Vriendschappelijk | 1               | 1           | 0      | 0            | 2 − 0                    |
| Totaal            | 1               | 1           | 0      | 0            | 2 − 0                    |

Wedstrijden bepaald door strafschoppen worden, in lijn met de FIFA, als een gelijkspel gerekend.
FFCh · A-internationals · Selecties · Bondscoaches · Chileens vrouwenelftal · Olympisch elftal · Chili U21 · Chili U20 · Chili U19 · Chili U18 · Chili U17
1910 – 1919 ·
1920 – 1929 ·
1930 – 1939 ·
1940 – 1949 ·
1950 – 1959 ·
1960 – 1969 ·
1970 – 1979 ·
1980 – 1989 ·
1990 – 1999 ·
2000 – 2009 ·
2010 – 2019 ·
2020 – 2029
WK 1930 · 
WK 1950 · 
WK 1962 · 
WK 1966 · 
WK 1974 · 
WK 1982 · 
WK 1998 · 
WK 2010 · 
WK 2014
OS 1928 · 
OS 1952 · 
OS 1984 · 
OS 2000
1910 · 
1911 · 1912 · 
1913 · 
1914 · 1915 · 
1916 · 
1917 · 
1918 · 
1919 · 
1920 · 
1921 · 
1922 · 
1923 · 
1924 · 
1925 · 
1926 · 
1927 · 
1928 · 
1929 · 
1930 · 
1931 · 1932 · 1933 · 1934 · 
1935 · 
1936 · 
1937 · 
1938 · 
1939 · 
1940 · 
1941 · 
1942 · 
1943 · 1944 · 
1945 · 
1946 · 
1947 · 
1948 · 
1949 · 
1950 · 
1951 · 
1952 · 
1953 · 
1954 · 
1955 · 
1956 · 
1957 · 
1958 · 
1959 · 
1960 · 
1961 · 
1962 · 
1963 · 
1964 · 
1965 · 
1966 · 
1967 · 
1968 · 
1969 · 
1970 · 
1971 · 
1972 · 
1973 · 
1974 · 
1975 · 
1976 · 
1977 · 
1978 · 
1979 · 
1980 · 
1981 · 
1982 · 
1983 · 
1984 · 
1985 · 
1986 · 
1987 · 
1988 · 
1989 · 
1990 ·
1991 · 
1992 · 
1993 · 
1994 · 
1995 · 
1996 · 
1997 · 
1998 · 
1999 · 
2000 · 
2001 · 
2002 · 
2003 · 
2004 · 
2005 · 
2006 · 
2007 · 
2008 · 
2009 · 
2010 · 
2011 · 
2012 · 
2013 · 
2014 · 
2015 · 
2016 ·
2017 ·
2018 ·
2019 ·
2020 ·
2021 ·
2022 ·
2023 ·
2024
Albanië ·
Algerije ·
Argentinië ·
Armenië ·
Australië ·
België ·
Bolivia ·
Bosnie en Herzegovina ·
Brazilië ·
Bulgarije ·
Burkina Faso ·
Canada ·
China ·
Colombia ·
Costa Rica ·
Cuba ·
DDR ·
Denemarken ·
Dominicaanse Republiek ·
Duitsland ·
Ecuador ·
Egypte ·
El Salvador · 
Engeland ·
Estland ·
Finland ·
Frankrijk ·
Ghana · 
Griekenland ·
Guatemala ·
Guinee ·
Haïti ·
Honduras ·
Hongarije ·
Ierland ·
IJsland ·
Irak ·
Iran ·
Israël ·
Italië ·
Ivoorkust ·
Jamaica ·
Japan ·
Joegoslavië ·
Kameroen ·
Kroatië ·
Litouwen ·
Marokko ·
Mexico ·
Nederland ·
Nieuw-Zeeland · 
Noord-Ierland ·
Noord-Korea ·
Oekraïne · 
Oman · 
Oostenrijk ·
Palestina ·
Panama · 
Paraguay ·
Peru ·
Polen ·
Portugal · 
Qatar ·
Roemenië · 
Rusland ·
Saoedi-Arabië ·
Schotland ·
Senegal ·
Servië ·
Slowakije ·
Sovjet-Unie ·
Spanje ·
Togo ·
Trinidad en Tobago ·  
Tsjecho-Slowakije ·
Tunesië · 
Turkije · 
Uruguay ·
Venezuela ·
Verenigde Arabische Emiraten ·
Verenigde Staten ·
Wales ·
Zambia ·
Zuid-Afrika ·
Zuid-Korea ·
Zweden ·
Zwitserland
Algerije (1982) · 
Australië (2014) · 
Brazilië (2014) · 
Honduras (2010) · 
Nederland (2014) · 
Oostenrijk (1982) · 
Spanje (2010) · 
Spanje (2014) · 
West-Duitsland (1982) · 
Zwitserland (2010)
UAEFA · A-internationals · Bondscoaches · Statistieken · Olympisch elftal · Vrouwenelftal van de Verenigde Arabische Emiraten · VA Emiraten U21 · VA Emiraten U19 · VA Emiraten U17
1972 – 1979 ·
1980 – 1989 ·
1990 – 1999 ·
2000 – 2009 ·
2010 – 2019 ·
2020 − 2029
OS 2012
Algerije ·
Andorra ·
Angola ·
Argentinië ·
Armenië ·
Australië ·
Azerbeidzjan ·
Bahrein ·
Bangladesh ·
Benin ·
Bolivia ·
Brazilië ·
Brunei ·
Bulgarije ·
Chili ·
China ·
Colombia ·
Costa Rica ·
Denemarken ·
Dominicaanse Republiek ·
Duitsland ·
Egypte ·
Estland ·
Filipijnen ·
Finland ·
Gabon ·
Gambia ·
Georgië ·
Haïti ·
Honduras ·
Hongarije ·
Hongkong ·
IJsland ·
India ·
Indonesië ·
Irak ·
Iran ·
Japan ·
Jemen ·
Joegoslavië ·
Jordanië ·
Kazachstan ·
Kenia ·
Kirgizië ·
Koeweit ·
Laos ·
Libanon ·
Libië ·
Litouwen ·
Maleisië ·
Malta ·
Marokko ·
Mauritanië ·
Moldavië ·
Myanmar ·
Nepal ·
Nieuw-Zeeland ·
Noord-Korea ·
Noorwegen ·
Oekraïne ·
Oezbekistan ·
Oman ·
Oost-Timor ·
Pakistan ·
Palestina ·
Paraguay ·
Peru ·
Polen ·
Qatar ·
Roemenië ·
Rusland ·
Saoedi-Arabië ·
Senegal ·
Singapore ·
Slovenië ·
Slowakije ·
Soedan ·
Sri Lanka ·
Syrië ·
Tadzjikistan ·
Thailand ·
Togo ·
Trinidad en Tobago ·
Tsjechië ·
Tunesië ·
Turkmenistan ·
Uruguay ·
Venezuela ·
Vietnam ·
Wit-Rusland ·
Zuid-Afrika ·
Zuid-Korea ·
Zweden ·
Zwitserland